# Dogali (croiseur)
Pour les articles homonymes, voir Dogali.
Le Dogali était un croiseur protégé unique en son genre, construit pour la Regia Marina (Marine royale italienne) dans les années 1880. Il a notamment été le premier navire de guerre équipé de moteurs à vapeur à triple expansion. Le navire a été commandé à l'origine par la marine grecque et nommé Salamis, mais il a été vendu à la Regia Marina avant d'être achevé et rebaptisé pour la bataille de Dogali. Il est armé d'une batterie principale de six canons de 15 centimètres et atteint une vitesse de 19,66 nœuds (36,41 km/h) lors de ses essais en mer, ce qui en fait l'un des croiseurs les plus rapides de l'époque.
La carrière du Dogali a été sans histoire ; il a servi avec la principale flotte italienne pendant les premières années de sa carrière et a visité les États-Unis en 1893 pour le début de l'Exposition universelle de 1893 (World's Columbian Exposition). En janvier 1908, le navire est vendu à l'Uruguay et rebaptisé 25 de Agosto, puis Montevideo. En 1914, le croiseur a été retiré du service, mais il n'a été mis au rebut qu'en 1932, lorsqu'il a été vendu à la ferraille.

## Conception

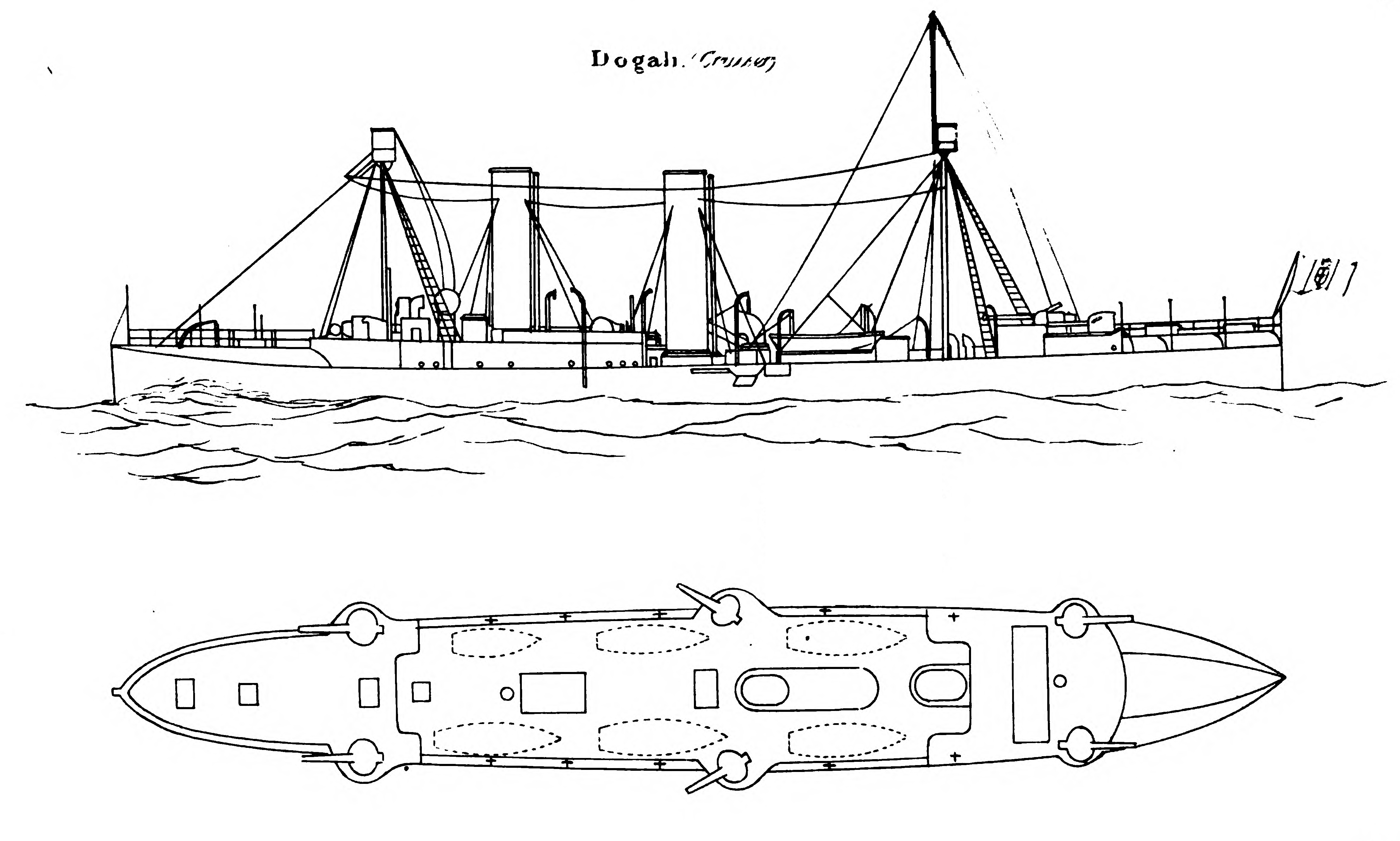
Dessin au trait de Dogali.

Le Dogali a été conçu par l'architecte naval britannique William Henry White et construit au chantier naval Armstrong Whitworth à Elswick. Le navire mesurait 76,2 mètres de long, avait une largeur de 11,28 m et un tirant d'eau de 4,42 m. Il déplaçait 2 050 tonnes longues (2 080 t). Le navire était équipé de deux mâts et, à l'origine, d'un gréement à voile qui a été retiré par la suite. Des tourelles tournantes blindées étaient montées sur les mâts. L'équipage était composé de 224 officiers et soldats, mais ce nombre a été porté à 247.
Le Dogali était propulsé par des moteurs à deux arbres à triple expansion, le premier ensemble de ce type de machines jamais installé sur un navire de guerre. La vapeur pour les moteurs était fournie par quatre chaudières cylindriques à tubes de fumée alimentées au charbon et placées dans deux cheminées sur la ligne centrale. Les moteurs avaient une puissance nominale de 5 012 chevaux-vapeur (3 737 kW) et pouvaient atteindre une vitesse maximale de 17,68 nœuds (32,74 km/h), bien que lors d'essais, ses moteurs aient atteint 7 179 chevaux-vapeur (5 353 kW) et 19,66 nœuds (36,41 km/h). Le Dogali avait un rayon de croisière de 4 000 milles nautiques (7 400 km) à une vitesse de 10 nœuds (19 km/h). Au moment de sa mise en service, le Dogali était parmi les croiseurs les plus rapides du monde.
Le navire était armé d'une batterie principale de six canons  de 152 mm/32 (6 pouces), tous montés individuellement dans des sponsons, deux côte à côte à l'avant, deux à l'arrière, et un au milieu du navire sur chaque flanc. Il s'agissait de canons Pattern M fabriqués par Armstrong Whitworth, et ils pesaient 2 t (2,0 tonnes longues ; 2,2 tonnes courtes) chacun. Le Dogali était le seul navire équipé de canons de ce type. Ils étaient complétés par une batterie secondaire de neuf canons de 57 mm/40 (2,2 in) et de six mitrailleuses Gatling. Il était également équipé de quatre tubes lance-torpilles de 356 mm (14 in). Le navire était protégé par un pont blindé de 50 mm d'épaisseur, et la tour de contrôle avait un blindage de la même épaisseur sur les côtés. Les canons principaux étaient protégés par des boucliers de 110 mm d'épaisseur.

## Historique de service
La quille du nouveau croiseur a été posée chez Armstrong Whitworth le 13 février 1885, et la coque terminée a été lancée le 23 décembre de la même année. Le navire a été commandé à l'origine par la marine grecque et devait être nommé Salamis, mais il a été acheté par l'Italie pendant la construction. Il a d'abord été rebaptisé Angelo Emo, puis Dogali avant d'être mis en service le 28 avril 1887. En 1890, Dogali a participé aux manœuvres annuelles de la flotte dans le premier escadron, avec le cuirassé Lepanto, le croiseur protégé Piemonte et plusieurs torpilleurs. Les exercices se déroulent dans la mer Tyrrhénienne, où le premier escadron est chargé de se défendre contre une escadre " hostile " qui attaque.
Le Dogali et les croiseurs protégés Etna et Giovanni Bausan ont représenté l'Italie à la revue navale internationale de New York, organisée au début de l'Exposition universelle de Chicago en 1893. Cette exposition marquait le 400e anniversaire de l'arrivée de Christophe Colomb en Amérique du Nord. Des contingents de France, d'Allemagne, de Grande-Bretagne, d'Espagne et de plusieurs autres nations ont également participé à la célébration. Plus tard cette année-là, le Dogali et le Giovanni Bausan étaient présents à Rio de Janeiro, au Brésil, lors de la Revolta da Armada (révolte de la flotte), avec des croiseurs de Grande-Bretagne, de France, d'Allemagne, d'Espagne et d'Argentine. Les navires de guerre étrangers étaient tous chargés de protéger les intérêts de leurs ressortissants respectifs dans la région. Après son retour en Italie plus tard en 1893, il a été affecté au 3e département, qui était stationné à Venise ; il y est resté l'année suivante. Le 1er février 1897, le Dogali a été affecté à l'escadron de croiseurs de la principale flotte italienne, avec les croiseurs Marco Polo, Umbria et Liguria. Plus tard dans l'année, il croise au large de la côte est de l'Amérique du Sud en compagnie de l'Umbria. Il reste dans l'escadron des croiseurs jusqu'en 1903, date à laquelle l'unité comprend également les croiseurs blindés Vettor Pisani, Giovanni Bausan et le croiseur protégé Etruria.
En 1906, alors qu'il croisait dans les eaux nord-américaines, le Dogali s'est arrêté au Pensacola Navy Yard, où il a fait l'objet d'un entretien sur ses moteurs. Plus tard dans l'année, il a assisté à une cérémonie à Capitán Pastene, au Chili, une ville fondée par des immigrants italiens. En janvier 1908, le gouvernement italien a vendu le Dogali à l'Uruguay. Il a été renommé 25 de Agosto pour la date à laquelle l'Uruguay a déclaré son indépendance. À l'époque, il était le plus grand navire de guerre de la marine uruguayenne. En 1910, le navire a été rebaptisé Montevideo, du nom de la capitale du pays. Il a été désarmé en 1914, mais est resté dans l'inventaire de la Marine uruguayenne jusqu'en 1932, lorsque le vieux croiseur a finalement été vendu pour être démantelé.

## Sources
- (en) Cet article est partiellement ou en totalité issu de l’article de Wikipédia en anglais intitulé « Italian cruiser Dogali » (voir la liste des auteurs).